# Anyphaena xochimilco
Espèce
Anyphaena xochimilco est une espèce d'araignées aranéomorphes de la famille des Anyphaenidae.

## Distribution
Cette espèce est endémique du Mexique. Elle se rencontre au Jalisco et à Mexico.

## Description
Les mâles mesurent de 4,86 à 4,97 mm et les femelles 6,35 mm en moyenne.

## Étymologie
Son nom d'espèce lui a été donné en référence au lieu de sa découverte, Xochimilco.

## Publication originale
- Platnick & Lau, 1975 : A revision of the celer group of the spider genus Anyphaena (Araneae, Anyphaenidae) in Mexico and Central America. American Museum novitates, no 2575, p. 1-36 (texte intégral).